# Arquitectura española contemporánea

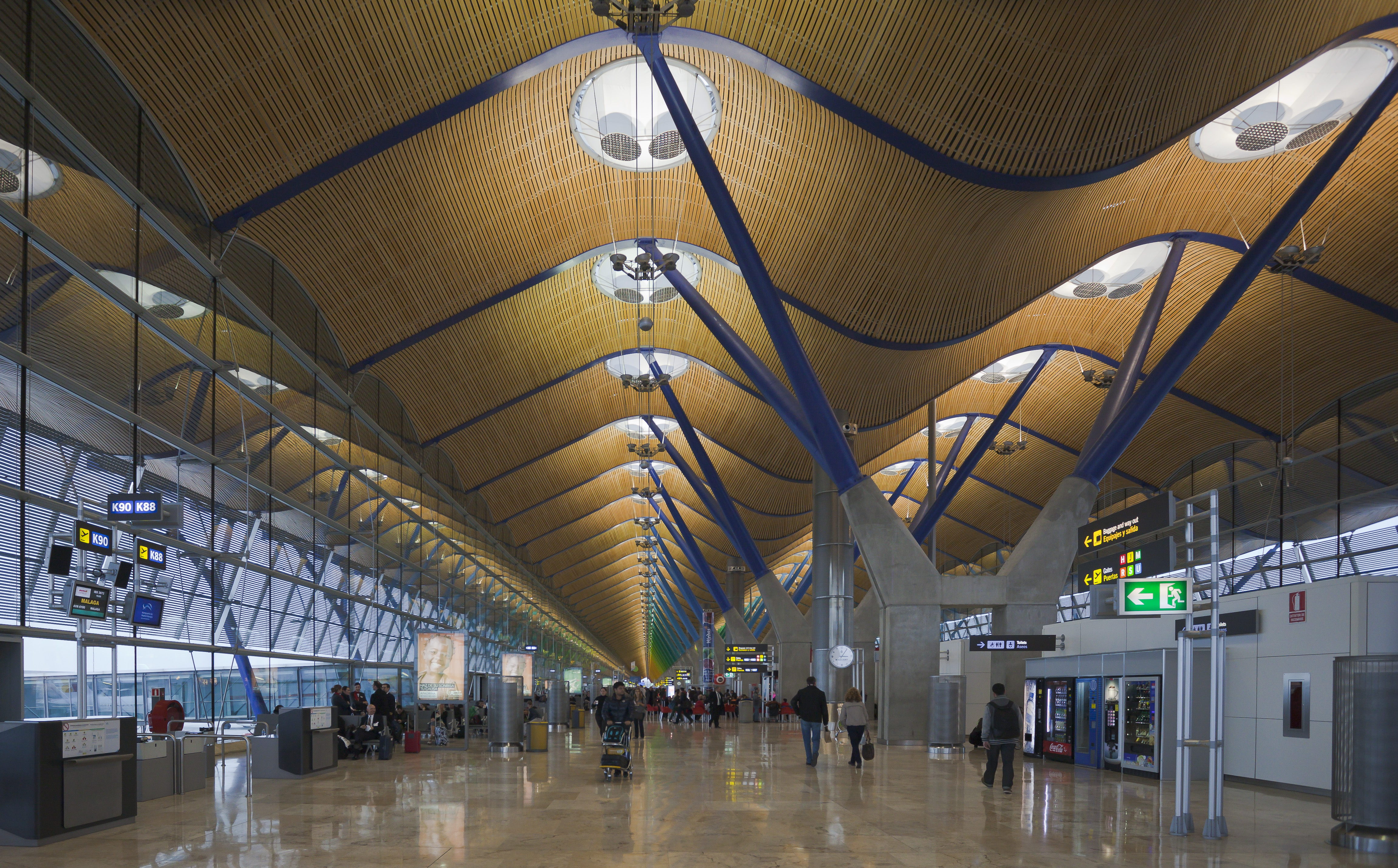
Terminal T4 Aeropuerto de Barajas con su distintivo techo ondulado.

Si bien la arquitectura española contemporánea no puede se definida por un determinado estilo, si se destaca por su calidad y belleza.

## Museo Guggenheim Bilbao

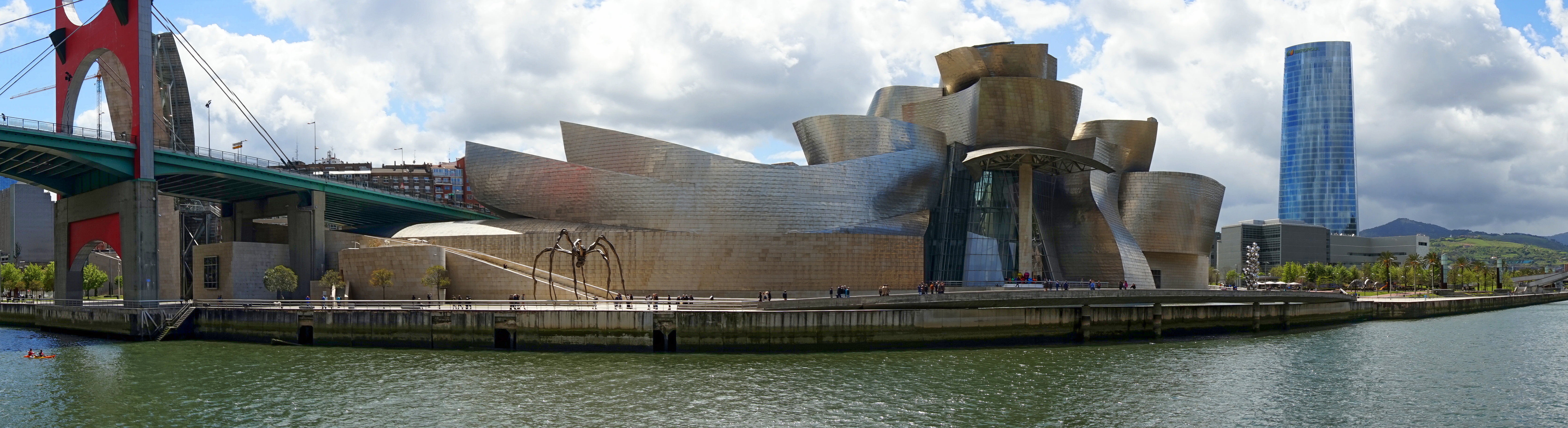
Museo Guggenheim Bilbao.

El edificio de titanio escamoso diseñado por el arquitecto canadiense-estadounidense Frank Gehry ha transformado en un destino turístico a la ciudad industrial portuaria de Bilbao en el norte en el País Vasco.
El edificio del museo se destaca por sus formas curvilíneas y retorcidas, recubiertas de piedra caliza, cortinas de cristal y planchas de titanio. Cuenta con una superficie total de 24.000 m², de los cuales 10.540 m² están reservados para las exposiciones, distribuidos en 19 galerías.

## Ciudad de las Artes y las Ciencias

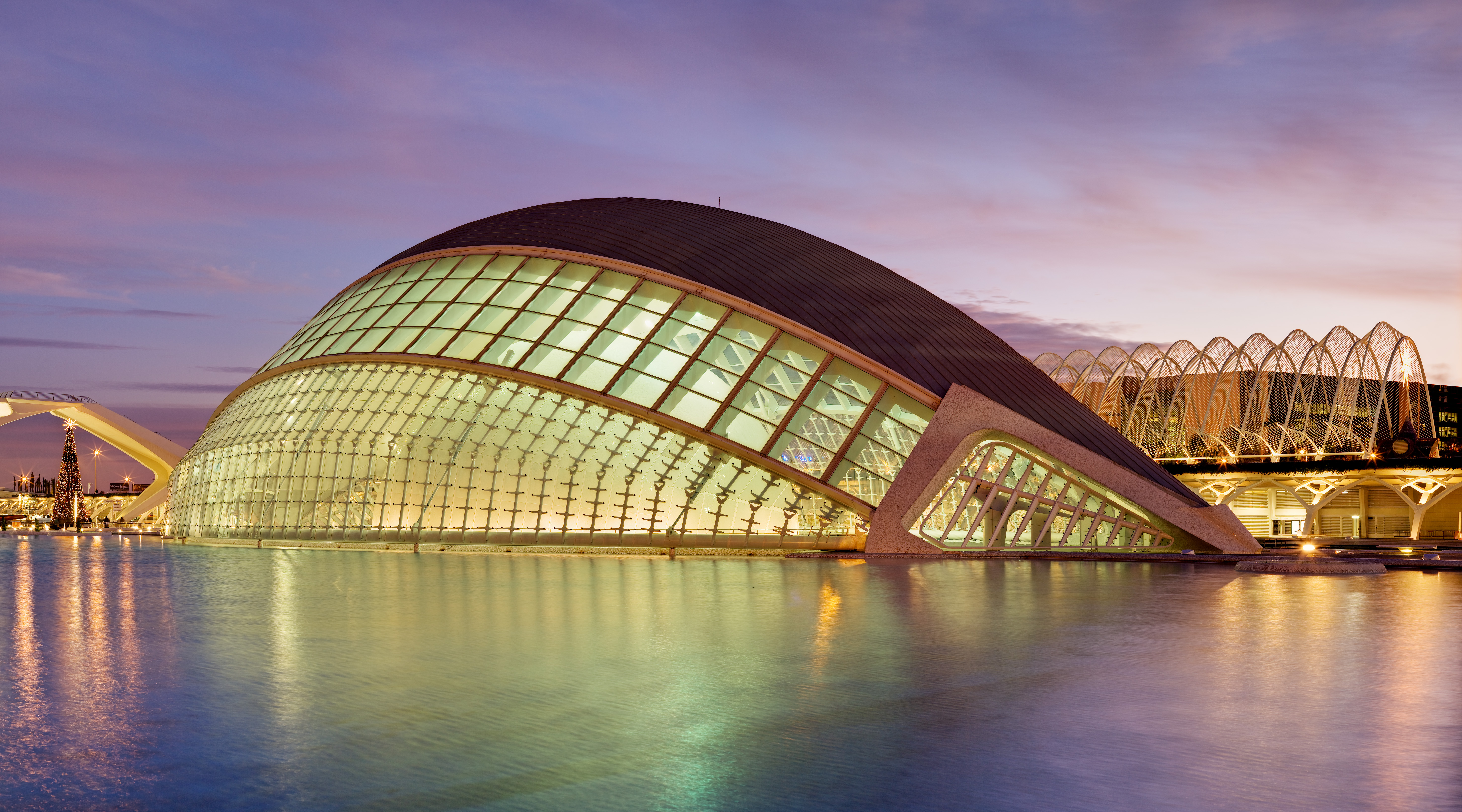
Ciudad de las Artes y la Ciencia en Valencia.

La ciudad de las Artes y las Ciencias en Valencia es un complejo cultural que comprende un museo de ciencias, un cine IMAX y un acuario al aire libre, entre muchas otras atracciones. Es la colección más grande de la obra de Calatrava en el mundo, y también una de las más controvertidas. Su presupuesto original era de 300 millones de euros, pero terminó costando casi el triple, convirtiéndose en un símbolo del gasto excesivo en proyectos de infraestructura pública de España.

## Auditorio de Tenerife

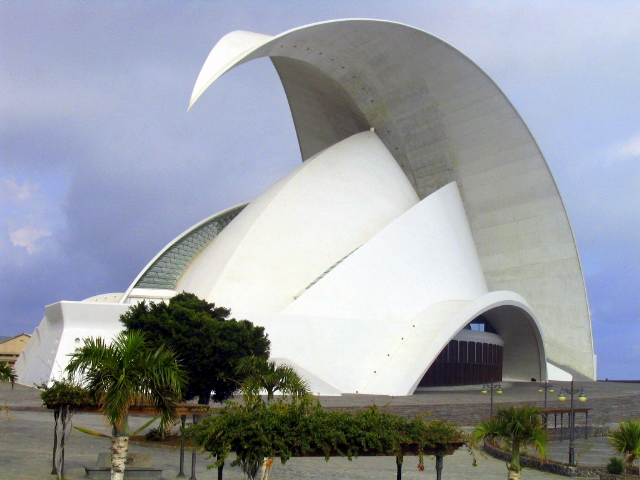
Auditorio de Tenerife diseño del arquitecto Santiago de Calatrava.

La Sala de conciertos de Tenerife, es un auditorio situado entre el Parque Marino y el borde del puerto, en la capital de las Islas Canarias, Santa Cruz de Tenerife. El auditorio fue diseñado por el arquitecto español Santiago Calatrava y está construido completamente de concreto y tiene un amplio arco de techo que representa una gigantesca ola.
El edificio es emblemático por su sobrecubierta, tanto por su imagen como por la técnica usada para su sustentación: está sustentada por su base, en uno de sus lados, y por un punto de apoyo en el centro, que descarga sobre la cubierta principal, de forma que su extremo libre en forma de punta aparece suspendido, desafiando la gravedad. Las dimensiones aproximadas del elemento son 60 metros de anchura en su base, 100 metros de longitud en proyección horizontal, y 40 metros de altura.

## Terminal Cuatro, Aeropuerto de Barajas
La Terminal cuatro del Aeropuerto de Barajas en Madrid, fue diseñada por el arquitecto británico Richard Rogers and Partners. El edificio que posee un techo formado por curvas onduladas, ganó el Premio Sterling 2006.
El edificio se destaca por sus techos ondulados, una serie de columnas organizadas en conjuntos de a dos, y un uso de vibrantes colores.

## Pabellón Puente
El Pabellón Puente en Zaragoza fue diseñado para la Expo de Zaragoza 2008, por Zaha Hadid, la arquitecta británica de origen iraquí que en 2004 se convirtió en la primera mujer en ganar el codiciado Premio Pritzker de Arquitectura. El pabellón sirve como un puente peatonal que cruza el río Ebro en la capital de Aragón.

## Hotel Marqués de Riscal

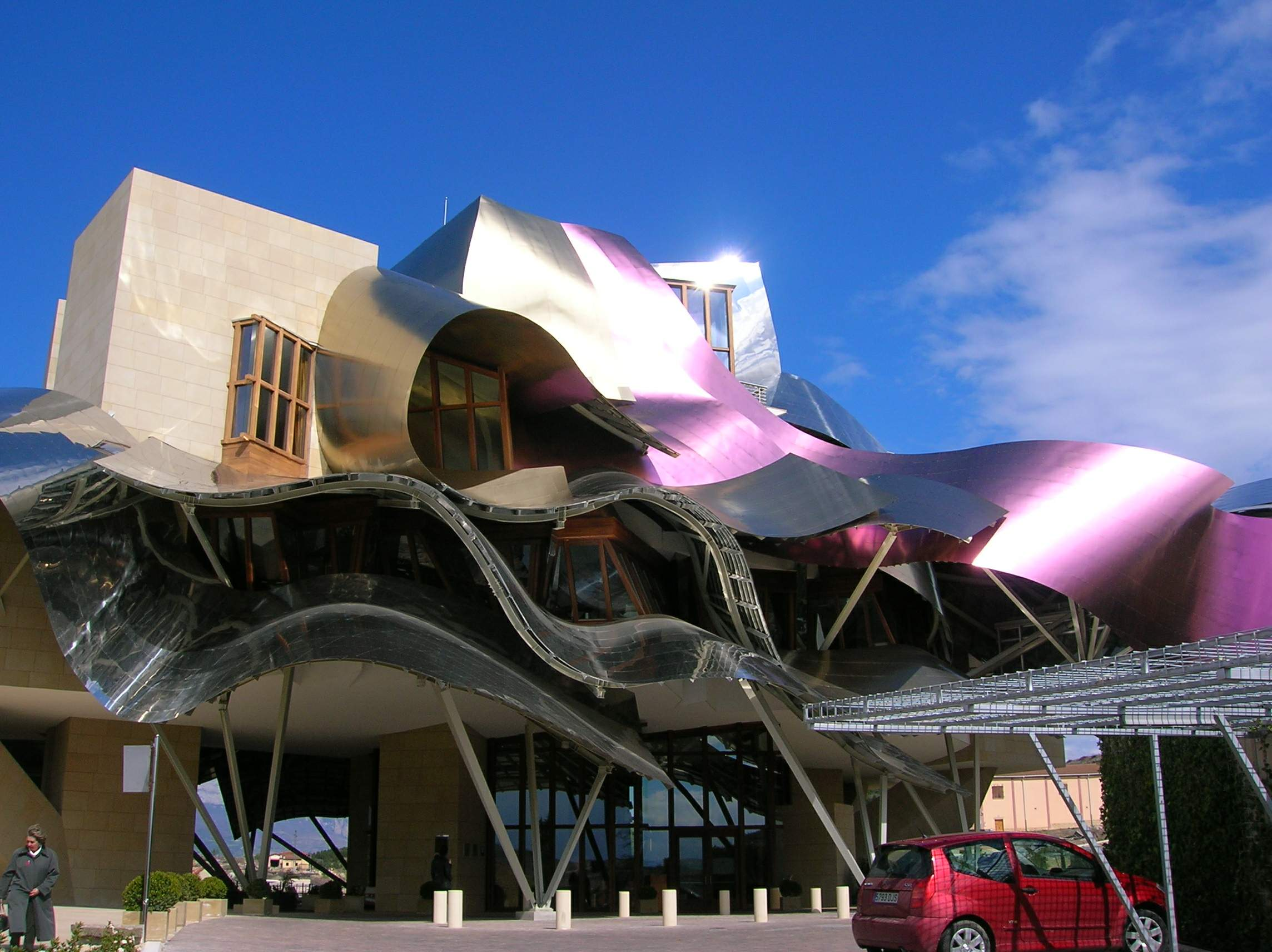
Edificio del Hotel Marques de Riscal.

El hotel del Marqués de Riscal, en Elciego, Rioja, es una impresionante estructura diseñada por Frank Gehry. El edificio combina cubos de arenisca cubiertos con cintas de metal de oro y titanio rosa que salen de los viñedos. Se encuentra en la bodega Vinos Herederos del Marqués de Riscal, una de las bodegas más antiguas de la región de La Rioja en España.

## Metropol Parasol

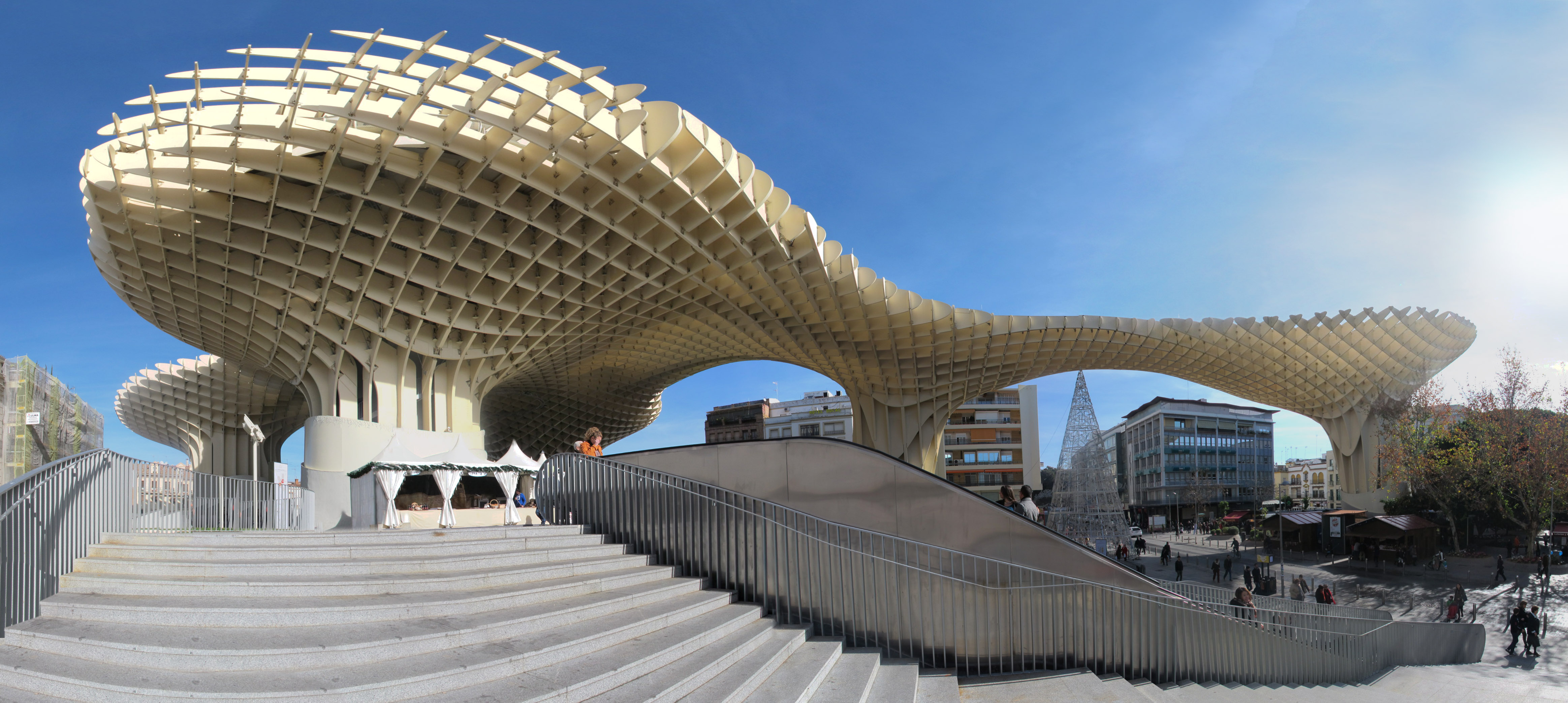
Metropol Parasol en Sevilla.

El decontracturado Metropol Parasol en Sevilla del arquitecto alemán J. Mayer H regeneró la Plaza de la Encarnación, una plaza en decadencia en el centro de Sevilla. Inaugurado en 2011, es como un wafle con una superficie de más de 5,000 metros cuadrados y es la estructura de madera más grande del mundo.
La obra, compuesta principalmente de madera laminada, está formada por una gran retícula en forma de parasol sostenida sobre seis pilares que abarcan tanto la plaza de la Encarnación como la Plaza Mayor de la ciudad. Cada una de sus costillas componen una distribución espacial donde cada nervadura ofrece una curvatura propia, lo cual aporta al conjunto una sensación de movimiento ondulatorio.